# مارك 16 (قنبلة نووية)
قنبلة مارك 16 النووية هي قنبلة نووية حرارية كبيرة (قنبلة هيدروجينية) وبناء على تصميم ايفي مايك يعتبر أول جهاز حراري نووي تم اختباره على الإطلاق.
كان مارك 16 مميز لأنه كان القنبلة النووية الحرارية الوحيدة المنتشرة التي تستخدم وقود اندماج الديوتريوم السائل المبرد وهو نفس الوقود المستخدم في جهاز اختبار ايفي مايك. كان مارك 16 في الواقع نسخة مسلّحة من تصميم ايفي مايك. وهذا يتطلب خفض كبير في وزن العبوة المتفجرة واستبدال النظام المبرد المتقن بالقوارير الفراغية لتجديد الديوتيريوم المغلي. كانت الطائرة الحاملة هي بي36.

## المواصفات
كانت القنبلة 5 قدم 1.4 بوصة (1.56 م) في القطر و 24 قدم 8.7 في (7.54 م) في الطول ووزن 39,000 إلى 42,000 رطل (17,690 إلى 19,050 كجم). وكان إنتاج التصميم 6-8 ميغاطن من مادة تي إن تي.

## التصنيع والخدمة
تم تصنيع خمس قنابل في يناير 1954 وفي أبريل 1954 تم خروجها من الخدمة حيث تم اختبار الأسلحة النووية الحرارية ذات الوقود الصلب البديلة بنجاح. كانت هذه القنابل النووية الحرارية ذات الوقود الصلب أسهل بكثير في التعامل معها ولا تتطلب مواد درجة الحرارة المبردة أو نظام التبريد.
تم إلغاء الاختبار المخطط لقنبلة مارك 16 في اختبار قلعة يانكي.